# Liste von deutschsprachigen Germanisten
Die Liste von Germanisten führt solche Personen alphabetisch auf, die im Gesamtgebiet der germanistischen Literaturwissenschaft, einschließlich der Literaturgeschichte, Sprachwissenschaft, Mediävistik, Besonderes geleistet haben. Es werden ausschließlich deutschsprachige Germanisten aus deutschsprachigen Gebieten aufgenommen.
Diese Liste stellt eine Auswahl dar und erhebt keinen Anspruch auf Vollständigkeit. Viele weitere Germanisten haben Bedeutendes geleistet. Eine umfangreichere Übersicht von Germanisten findet sich in der Kategorie:Germanist.

## A
- Richard Alewyn (1902–1979), deutscher Germanist und Literaturkritiker
- Peter-André Alt (* 1960), deutscher Germanist und Präsident der Freien Universität Berlin
- Helga Abret (1939–2013), deutsche Germanistin an der Universität Metz

## B
- Helmut Bachmaier (* 1946), deutscher Germanist und Literaturwissenschaftler
- Martin Baisch (* 1967), deutscher Germanist und Mediävist
- Wilfried Barner (1937–2014), deutscher Germanist
- Adolf Bartels (1862–1945), Literaturhistoriker, Schriftsteller, Journalist und Kulturpolitiker
- Karl Bartsch (1832–1888), deutscher germanistischer Mediävist und Altphilologe
- Gerhard Bauer (* 1935), deutscher Germanist und Literaturwissenschaftler
- Otto Behaghel (1854–1936), deutscher germanistischer Mediävist
- Oskar Benda (1886–1954), österreichischer Germanist, Literaturwissenschafter und Pädagoge
- Walter Benjamin (1892–1940), Philosoph, Kulturkritiker und Übersetzer – auch ohne Universitätskarriere einflussreicher Germanist
- Eduard Berend (1883–1973), deutscher Germanist
- Heinrich Conrad Bierwirth (1853–1940), deutscher Germanist
- Manfred Bierwisch (1930–2024), deutscher Sprachwissenschaftler
- Wolfgang Binder (1916–1986), deutscher Germanist
- Felix Bobertag (1842–1907), deutscher Germanist und Literaturhistoriker
- Karl Heinz Bohrer (1932–2021), deutscher Germanist, Literaturtheoretiker und Publizist
- Georg Bollenbeck (1947–2010), deutscher Germanist, Kulturwissenschaftler
- Hans Heinrich Borcherdt (1887–1964), deutscher Germanist, Sprachwissenschaftler und Theaterhistoriker
- Dieter Borchmeyer (* 1941), deutscher Germanist und Präsident der Bayerischen Akademie der Schönen Künste
- Karl Borinski (1861–1922), deutscher Germanist und Literaturhistoriker
- Bernhard Böschenstein (1931–2019), Schweizer Literaturwissenschaftler
- Wilhelm Braune (1850–1926),  deutscher germanistischer Mediävist
- Fritz Brüggemann (1876–1945), deutscher Literaturhistoriker und Germanist
- Benjamin Bühler (* 1970), deutscher Germanist
- Konrad Burdach (1859–1936), deutscher Germanist und Mediävist
- Dieter Burdorf (* 1960), deutscher Germanist
- Hermann Burger (1942–1989), Schweizer Germanist und Schriftsteller
- Armin Burkhardt (* 1952), deutscher Sprachwissenschaftler

## C
- Joachim Heinrich Campe (1746–1818), deutscher Schriftsteller, Sprachforscher, Pädagoge und Verleger
- Rüdiger Campe (* 1953), deutscher Germanist
- Karl Otto Conrady (1926–2020), deutscher Germanist, Schriftsteller und Kulturpolitiker
- Thomas Cramer (1938–2023), deutscher Germanist und Mediävist
- Herbert Cysarz (1896–1985), österreichisch-deutscher Germanist

## D
- Peter Dalcher (1926–2010), Schweizer Sprachwissenschaftler und Lexikograph
- Heinrich Detering (* 1959), deutscher Literaturwissenschaftler, Übersetzer und Schriftsteller
- Lorenz Diefenbach (1806–1883), deutscher Germanist, Mediävist, Lexikograf, Pfarrer und Schriftsteller
- Walter Dietze (1926–1987), deutscher Germanist
- Heinrich J. Dingeldein (* 1953), deutscher Sprachwissenschaftler
- Konrad Duden (1829–1911), deutscher Philologe und Lexikograf
- Christa Dürscheid (* 1959), deutsche Sprachwissenschaftlerin
- Manfred Durzak (* 1938), deutscher Germanist

## E
- Ludwig Eckardt (1827–1871), österreichischer Germanist, Dichter und Schriftsteller
- Peter Eisenberg (* 1940), deutscher Sprachwissenschaftler
- Wilhelm Emrich (1909–1998), deutscher Germanist
- Ulrich Engel (1928–2020), deutscher Sprachwissenschaftler
- Emil Ermatinger (1873–1953), Schweizer Germanist

## F
- Monika Fick (* 1958), deutsche Germanistin
- Michael Fisch (* 1964), deutscher Germanist, Literaturwissenschaftler und Schriftsteller
- Bernhard Fischer (* 1956), Germanist, Literaturwissenschaftler, Archivar
- Hermann Fischer (1851–1920), deutscher Germanist, Dialektforscher und Lexikograf
- Jens Malte Fischer (1943), deutscher Germanist, Kulturwissenschaftler
- Wolfgang Fleischer (1922–1999), deutscher Germanist, Sprachwissenschaftler und Lexikologe
- Willi Flemming (1888–1980), deutscher Germanist und Theaterwissenschaftler
- Konstanze Fliedl (* 1955), österreichische Germanistin
- Vera Friedländer (1928–2019), deutsche Germanistin und Schriftstellerin
- Theodor Frings (1886–1968), deutscher Mediävist und Sprachwissenschaftler
- Wolfgang Frühwald (1935–2019), deutscher Germanist und Wissenschaftsmanager

## G
- Eva Geulen (* 1962), deutsche Germanistin
- Eberhard Gottlieb Graff, (1780–1841), deutscher Sprachforscher mit Schwerpunkt auf der althochdeutschen Sprache und Literatur
- Jacob Grimm (1785–1863), deutscher Sprach- und Literaturwissenschaftler, Begründer der deutschen Philologie und Altertumswissenschaft
- Wilhelm Grimm (1786–1859), deutscher Sprach- und Literaturwissenschaftler
- Wolfram Groddeck (* 1949), Schweizer Germanist
- Friedrich Gundolf (1880–1931), deutscher Germanist und Dichter
- Karl S. Guthke (* 1933), deutsch-US-amerikanischer Germanist

## H
- Ralph Häfner (* 1962), deutscher Germanist und Komparatist
- Adolf Haslinger (1933–2013), österreichischer Germanist und Anglist
- Friedrich Heinrich von der Hagen (1780–1856), deutscher Germanist
- Käte Hamburger (1896–1992), deutsche Germanistin
- Paul Hankamer (1891–1945), deutscher Literaturhistoriker und Germanist
- Wolfgang Harms (1936–2021), deutscher Germanist
- Wolfgang Haubrichs (* 1942), deutscher Mediävist und Namenforscher
- Moriz Haupt (1808–1874), deutscher klassischer Philologe und Germanist
- Helmut Heißenbüttel (1921–1996), deutscher Germanist, Kritiker und Schriftsteller
- Günter Helmes (* 1954), deutscher Germanist und Medienwissenschaftler
- Ernest W.B. Hess-Lüttich (* 1949), deutscher Germanist und Sprachwissenschaftler
- Gerhard Helbig (1929–2008), deutscher Sprachwissenschaftler
- Arthur Henkel (1915–2005), deutscher Germanist und Literaturhistoriker
- Jost Hermand (1930–2021), deutscher Germanist und Literaturhistoriker
- Walter Hinck (1922–2015), deutscher Germanist und Schriftsteller
- Walter Hinderer (* 1934), deutscher Germanist
- August Heinrich Hoffmann von Fallersleben, (1798–1874), deutscher Hochschullehrer für Germanistik, der wesentlich zur Etablierung des Fachs als wissenschaftliche Disziplin beitrug
- Karl Hohensinner (* 1967), österreichischer Namenforscher
- Walter Höllerer (1922–2003), deutscher Germanist, Literaturkritiker und Schriftsteller
- Johann Holzner (* 1948), österreichischer Germanist
- Hans Otto Horch (* 1944), deutscher Literaturwissenschaftler
- Arthur Hübner (1885–1937), deutscher Germanist

## J
- Oliver Jahraus (* 1964), deutscher Germanist, Kultur- und Medienwissenschaftler
- Johannes Janota (1938–2021), deutscher Germanist, Mediävist
- Uwe Japp (* 1948), deutscher Germanist
- Herbert Jaumann (* 1945), deutscher Germanist
- Walter Jens (1923–2013), deutscher Germanist, Literaturhistoriker, Schriftsteller, Kritiker und Übersetzer

## K
- Gerhard Kaiser (1927–2012), deutscher Germanist
- Nicola Kaminski (* 1967), deutsche Germanistin
- Wolfgang Kayser (1906–1960), deutscher Germanist
- Gundolf Keil (* 1934), deutscher Germanist und Medizinhistoriker
- Uwe-K. Ketelsen (* 1938), deutscher Germanist
- Helmuth Kiesel (* 1947), deutscher Germanist und Literaturwissenschaftler
- Walther Killy (1917–1995), deutscher Germanist
- Heinz Kindermann (1894–1985), deutscher Germanist und Theaterwissenschaftler
- Friedrich Kittler (1943–2011), deutscher Germanist und Medienwissenschaftler
- Volker Klotz (1930–2023), deutscher Germanist, Theaterkritiker und Dramaturg
- Friedrich Kluge (1856–1926), deutscher Sprachwissenschaftler und Lexikograf (Etymologisches Wörterbuch der deutschen Sprache)
- Norbert Kössinger (* 1975), deutscher Germanist und Mediävist
- Max Kommerell (1902–1944), deutscher Germanist, Schriftsteller und Übersetzer
- Helmut Koopmann (* 1933), deutscher Germanist
- Albrecht Koschorke (* 1958), deutscher Germanist
- Helmut Kreuzer (1927–2004), deutscher Germanist
- Wilhelm Kühlmann (* 1946), deutscher Germanist
- Jürgen Kühnel (1944–2018), deutscher Germanist, Mediävist und Medienwissenschaftler

## L
- Karl Lachmann (1793–1851), Mediävist und Altphilologe
- Eberhard Lämmert (1924–2015), deutscher Germanist und Komparatist
- Dieter Lamping (* 1954), deutscher Germanist und Komparatist
- Wolfgang Leppmann (1922–2002), deutsch-amerikanischer Germanist
- Helmut Lethen (* 1939), deutscher Germanist und Kulturwissenschaftler
- Friedrich von der Leyen (1873–1966), deutscher germanistischer Mediävist und Volkskundler
- Jürgen Link (* 1940), deutscher Germanist und Romanist
- Clemens Lugowski (1904–1942), deutscher Germanist

## M
- Bruno Markwardt (1899–1972), deutscher Germanist
- Fritz Martini (1909–1991), deutscher Germanist und Anglist
- Steffen Martus (* 1968), deutscher Germanist
- Ethel Matala de Mazza (* 1968), deutsche Germanistin
- Gert Mattenklott (1942–2009), deutscher Germanist und Komparatist
- Hans Mayer (1907–2001), deutscher Germanist, Kritiker, Schriftsteller, Musikwissenschaftler, Jurist und Sozialforscher
- Richard M. Meyer (1860–1914), deutscher Germanist
- Norbert Miller (* 1937), deutscher Germanist und Kunstwissenschaftler
- Hugo Moser (1909–1989), deutscher Germanist
- Uta Motschmann (* 1955), deutsche Germanistin
- Karl Müllenhoff (1818–1884), Mediävist
- Günther Müller (1890–1957), deutscher Germanist
- Jan-Dirk Müller (* 1941), deutscher Germanist und Mediävist
- Walter Müller-Seidel (1918–2010), deutscher Germanist
- Hans von Müller (1875–1944), deutscher Germanist, Schriftsteller und Bibliothekar

## N
- Josef Nadler (1884–1963), österreichischer Germanist und Literaturhistoriker
- Gerhard Neumann (1934–2017), deutscher Germanist
- Dirk Niefanger (* 1960), deutscher Germanist

## O
- Günter Oesterle (* 1941), deutscher Germanist
- Friedrich Ohly (1914–1996), deutscher germanistischer Mediävist

## P
- Hermann Paul (1846–1921), deutscher germanistischer Mediävist, Sprachwissenschaftler und Lexikograph
- Julius Petersen (1878–1941), deutscher Germanist
- Uwe Pörksen (* 1935), deutscher Sprachwissenschaftler und Mediävist
- Mechthild Podzeit (* 1955), deutsche Germanistin und Autorin
- Peter von Polenz (1928–2011), deutscher Sprachwissenschaftler und Mediävist
- Wolfgang Preisendanz (1920–2007), deutscher Germanist
- Karl Prümm (* 1945), deutscher Germanist, Medienwissenschaftler
- Hans Pyritz (1905–1958), deutscher Germanist

## R
- Fritz J. Raddatz (1931–2015), deutscher Essayist, Biograph und Romancier (Promotion zu Herder, Essays zu Heine, Rilke, Tucholsky, Biographien zu Benn, Rilke)
- Friedrich Ranke (1882–1950), deutscher Mediävist und Volkskundler
- Wolfdietrich Rasch (1903–1986), deutscher Germanist
- Walther Rehm (1901–1963), deutscher Germanist
- Hans Reiss (1922–2020), deutsch-irischer Germanist
- Gustav Roethe (1859–1926), deutscher Germanist und Mediävist
- Erwin Rotermund (1932–2018), deutscher Germanist

## S
- Gerhard Sauder (* 1938), deutscher Germanist
- Wilhelm Scherer (1841–1886), österreichischer Germanist
- Hans-Jürgen Schings (* 1937), deutscher Germanist
- Heinz Schlaffer (1939–2023), deutscher Germanist und Essayist
- Peter Schlobinski (* 1954), deutscher Germanist und Sprachwissenschaftler
- Erich Schmidt (1853–1913), deutscher Germanist
- Siegfried J. Schmidt (1940–2025), deutscher Germanist und Medienwissenschaftler
- Monika Schmitz-Emans (* 1956), deutsche Germanistin und Komparatistin
- Karl Ludwig Schneider (1919–1981), deutscher Germanist
- Albrecht Schöne (1925–2025), deutscher Germanist
- Edward Schröder (1858–1942), deutscher Germanist und Mediävist
- Jochen Schulte-Sasse (1940–2012), deutscher Germanist
- Rudolf Schützeichel (1927–2016), deutscher germanistischer Mediävist
- Friedrich Sengle (1909–1994), deutscher Germanist und Literaturhistoriker
- Annette Simonis (* 1965), deutsche Germanistin
- Karl Simrock (1802–1876), deutscher Germanist und Mediävist
- Karl-Ernst Sommerfeldt (1926–2015), deutscher Germanist und Sprachwissenschaftler
- Emil Staiger (1908–1987), Schweizer Germanist
- Reiner Stach (* 1951), deutscher Autor, Kafka-Biograph und Publizist
- Harald Steinhagen (* 1939), deutscher Germanist
- Hans-Hugo Steinhoff (1937–2004), deutscher Germanist, Mediävist
- Stefanie Stockhorst (* 1974), deutsche Germanistin und Kulturhistorikerin
- Siegfried Sudhof (1927–1980), deutscher Germanist
- Peter Szondi (1929–1971), deutscher Germanist und Komparatist

## T
- Jost Trier (1894–1970), deutscher Linguist und germanistischer Mediävist, Begründer der Wortfeldforschung

## U
- Gert Ueding (* 1942), deutscher Germanist
- Rudolf Unger (1876–1942), deutscher Germanist und Literaturhistoriker

## V
- Karl Viëtor (1892–1951), deutscher Germanist
- Barbara Vinken (* 1960), deutsche Germanistin und Romanistin
- Juliane Vogel (* 1959), deutsche Literaturwissenschaftlerin und Germanistin
- Joseph Vogl (* 1957), deutscher Germanist, Kultur- und Medienwissenschaftler sowie Philosoph
- Jochen Vogt (1943–2025), deutscher Germanist und Literaturdidaktiker

## W
- Eberhard Wagner (* 1938), deutscher Germanist (Mundartforscher)
- Wilhelm Wackernagel (1806–1869), deutscher Germanist, Kunst- und Kulturhistoriker
- Max von Waldberg (1858–1938), deutscher Germanist
- Oskar Walzel (1864–1944), österreichisch-deutscher Germanist
- Peter Wapnewski (1922–2012), deutscher Mediävist und Mitglied des PEN-Zentrums Deutschland
- Erhard Weidl (1939–2005), deutscher Germanist und Editionswissenschaftler
- Sigrid Weigel (* 1950), deutsche Germanistin und Kulturwissenschaftlerin
- Harald Weinrich (1927–2022), deutscher Germanist und Sprachwissenschaftler
- Conrad Wiedemann (* 1937), deutscher Germanist
- Benno von Wiese (1903–1987), deutscher Germanist
- Peter Wiesinger (1938–2023), österreichischer Germanist
- Manfred Windfuhr (* 1930), deutscher Germanist
- Norbert Richard Wolf (* 1943), österreichischer Sprachwissenschaftler
- Ferdinand Wrede (1863–1934), deutscher Sprachwissenschaftler

## Z
- Julius Zacher (1816–1887), deutscher Germanist
- Carsten Zelle (* 1953), deutscher Germanist
- Bernhard Zeller (1919–2008), deutscher Literaturhistoriker und Archivar